# Валов, Юрий Николаевич
Юрий Николаевич Валов (16 декабря 1934 — 20 мая 2012, Москва) — советский партийный деятель, заместитель председателя Мосгорисполкома, 1-й заместитель управляющего делами ЦК КПСС. Кандидат в члены ЦК КПСС в 1986—1990 годах.

## Биография
В 1958 году окончил Московский энергетический институт.
В 1958—1966 годах — инженер, начальник производственного участка, заместитель начальника службы испытаний и измерений Московской кабельной сети «Мосэнерго», начальник службы распределительных сетей управления «Мосэнерго».
Член КПСС с 1961 года.
В 1966—1972 годах — инструктор, заместитель заведующего отделом Московского городского комитета КПСС.
4 октября 1972 — 13 мая 1977 — председатель исполнительного комитета Москворецкого районного совета депутатов трудящихся города Москвы.
В мае 1977 — декабре 1981 года — заведующий отделом Московского городского комитета КПСС.
15 декабря 1981 — 1 апреля 1983 — заместитель председателя исполнительного комитета Московского городского совета народных депутатов.
В 1983 — августе 1991 года — 1-й заместитель управляющего делами ЦК КПСС.
Потом — на пенсии в Москве. С сентября 2001 года — член Совета старейшин при мэре города Москвы.
Умер 20 мая 2012 в Москве. Похоронен на Ваганьковском кладбище.

## Награды и звания
- Государственная премия СССР.
- ордена
- медали
- Почетная грамота муниципального собрания Замоскворечья (18.12.2009)